# Yagyū Jūbei Mitsuyoshi
Yagyū Jūbei Mitsuyoshi (kanji 柳生 十兵衞 三厳, 1607-1650 d. C.) fue uno de los más famosos y legendarios samurái (侍) del Japón en la Era Feudal.

## Vida
Se sabe muy poco de la vida de Yagyū Jūbei Mitsuyoshi, ya que los registros oficiales sobre su vida son escasos. Yagyū Jūbei Mitsuyoshi (nombre de nacimiento: "Shichirō") 
creció en las tierras ancestrales de su familia Yagyū no Sato, (lo que ahora es Nara). Fue el hijo de Yagyū Tajima no Kami Munenori, maestro espadachín de los Shoguns Tokugawa, en especial de Ieyasu y de Tokugawa Iemitsu, quien apreciaba a Munenori como uno de sus consejeros principales.
Munenori luchó por el primer shōgun Tokugawa, Tokugawa Ieyasu, en la Batalla de Sekigahara, expandiendo el territorio del shōgun. Por sus esfuerzos, Munenori se convirtió en instructor de espada del shōgun y en daimyō (gobernante provincial) menor, al extender el dominio hereditario de su familia hasta 10,000 koku. A pesar de no ser el heredero de su padre como cabeza del estilo Yagyū (y, por lo tanto, lejos de ser un espadachín incomparable bajo el Cielo), recibió el puesto por su importancia en la política japonesa y los grandes aportes de la Corte, en las que Munenori fue mejor que otros miembros de su clan. Munenori continuaría entrenando a tres Shoguns sucesivos: Ieyasu, Hidetada e Iemitsu. 
En 1616, Mitsuyoshi se convirtió en asistente en la corte del segundo Shōgun Tokugawa, Tokugawa Hidetada y se convirtió en instructor de espada para el tercer Shōgun Tokugawa , Tokugawa Iemitsu, ocasionalmente desempeñando el papel de su padre. Los registros de Yagyū Jūbē Mitsuyoshi, sin embargo, no aparecen de nuevo hasta 1631, cuando Jūbēi, ahora considerado como el mejor espadachín del clan Yagyū, es despedido por el Shōgun debido la decisión de Jūbēi de embarcarse en la peregrinación de un guerrero (武 者 修行, Musha Shugyō). 
Su paradero se desconoce durante los próximos doce años, incluso las crónicas secretas del clan Yagyū, que contienen largos pasajes sobre numerosos miembros, tienen poca información sólida sobre Jūbēi, hasta que Yagyū Jūbēi reaparece a la edad de 36 años en una demostración de habilidad con la espada frente al Shōgun. 
Después de esta exposición, Jūbēi fue reinstalado y se desempeñó durante un corto tiempo como inspector del gobierno (御所 印 判, Gosho Inban), tomando el control de las tierras de su padre hasta la muerte de Yagyū Tajima no Kami Munenori en 1646. 
Jūbēi también es autor de un tratado conocido como Tsuki no Shō (月目の抄) o El arte de mirar a la luna que describe su escuela de manejo de la espada, así como las enseñanzas influenciadas por el monje Takuan Sōhō, que era amigo de su padre. En este trabajo, proporciona brevemente pistas sobre su paradero durante su ausencia del castillo de Edo de 1631 a 1643, viajando por el campo para perfeccionar sus habilidades.

## Muerte
Después de residir en Edo durante varios años después de la muerte de su padre, Jūbēi dejó sus deberes gubernamentales y regresó a su pueblo natal, donde murió a principios de 1650 en circunstancias inciertas. Algunos relatos dicen que murió de un ataque cardíaco; otros dicen que murió mientras cazaba halcones; algunos durante la pesca, mientras que otros suponen que fue asesinado por los asistentes de su medio hermano Yagyū Tomonori. 

Jūbēi fue enterrado en su pueblo natal de Yagyu detrás del templo familiar de Hotojukuji junto a su padre y su hermano. De acuerdo con la tradición, Yagyū Jūbē fue enterrado junto a su abuelo, Yagyū Munetoshi, y le sobrevivieron su hermano y sucesor Yagyū Munefuyu y sus dos hijas una de las cuales tomaría el nombre de su padre siendo conocida como Yagyū Jūbēi II.
Jūbē recibió el nombre póstumo budista de Sohgo dejando el nombre Jūbēi  a su hija antes llamada Akane.

## Leyenda del parche en el ojo
Cuenta la leyenda que Yagyū Jūbē tenía el uso de un solo ojo; la mayoría de las leyendas afirman que lo perdió en una sesión de combate con espada donde su padre, Yagyū Munenori, lo golpeó accidentalmente. Sin embargo, los retratos de la época de Jūbēi lo retratan con ambos ojos. Últimamente, varios autores han optado por retratar a Jūbēi con ambos ojos, aunque la apariencia clásica de "parche" sigue siendo estándar. 
Otros han optado por que Jūbēi pierda un ojo cuando sea adulto para incorporar la leyenda del parche.
Se cree que esta confusión surge por la falta de información en la historia de Jūbēi intercambiando y mezclando sus hazañas con las de su hija con quien comparte su mismo nombre, de este modo se cree que Yagyū Jūbēi padre habría perdido un ojo entrenando mientras que su hija Yagyū Jūbēi II tendría ambos ojos creando así la confusión y la leyenda.

## Jūbei en la ficción
Debido a las frecuentes desapariciones de Yagyū Jūbē y al hecho de que existen pocos registros de su paradero, su vida ha generado especulación e interés y se ha idealizado en la ficción popular a veces intercalando su género con el de su hija.    
- Jūshirō Konoe interpretó el papel de Yagyū Jūbē en 11 películas y 27 episodios de televisión:
- Yagyu Tabi Nikki (柳生 旅 日記) Serie de películas Shochiku
- Diario de viaje de Yagyu 1: Espada de ensueño del cielo y la tierra (柳生 旅 日記 天地 夢想 剣) (1959)
- Diario de viaje de Yagyu 2: Espada asesina del tigre dragón (柳生 旅 虎 竜 虎 活 殺 剣) (1960)
- Yagyu Bugeicho (柳生武 芸 帳) Serie de películas Toei
- Yagyu Chronicles 1: The Secret Scrolls (柳生武 芸 帳) (1961)
- Yagyu Chronicles 2: La espada secreta (柳生武 芸 帳 夜 ざ く ら 秘 剣) (1961)
- Yagyu Chronicles 3: El valle de los forajidos (柳生 一番 勝負 無 頼 の 谷) (1961)
- Yagyu Chronicles 4: espadachín de un solo ojo (柳生武 芸 帳 独眼 一刀 流) (1962)
- Yagyu Chronicles 5: La redención de Jubē (柳生武 芸 帳 片目 の 十 兵衛) (1963)
- Yagyu Chronicles 6: The Yagyu Scroll (柳生武 芸 帳 片目 水月 の 剣) (1963)
- Yagyu Chronicles 7: La nube del desorden (柳生武 芸 帳 剣 豪 乱 れ 雲) (1963)
- Yagyu Chronicles 8: El ninja de un solo ojo (柳生武 芸 帳 片目 の 忍者) (1963)
- Yagyu Chronicles 9: Assassin's Sword (十 兵衛 暗殺 剣) (1964)
- Yagyu Bugeicho (柳生武 芸 帳) (1965) NET TV series - 26 episodios
- Shadow Assassins (忍 法 か げ ろ う 斬 り) (1972) Serie de TV de Kansai TV - 1 episodio (# 22)
- Gō Wakabayashi interpretó el papel de Yagyū Jūbē en 23 episodios de televisión y 1 película para televisión:
- Edo is Cut: Crónicas secretas de espías de Azusa Ukon (江 戸 を 斬 る 梓 右 近 隠 密 帳) (1973-1974) Serie de televisión TBS - 7 episodios
- Hikozaemon Okubo (大 久保 彦 左衛 門) (1974) Serie de TV de Kansai TV - 1 episodio (# 31)
- Tokugawa Sangokushi (徳 川 三国 志) (1975) NET TV series - 15 episodios
- Crónicas de Kanei: ¡Choque! Wise Izu vs Yui Shosetsu (寛 永 風雲 録 激 突！ 知 恵 伊豆 対 由 比 正 雪) (1991) Nippon TV TV movie
- Shinichi Chiba interpretó el papel de Yagyū Jūbē en 4 películas, 91 episodios de televisión y 1 película para televisión:    Nota: La pérdida del ojo izquierdo de Jubei se representa en las primeras 3 producciones. En Samurai de Shogun, Jubei es golpeado con una espada. En The Yagyu Conspiracy, Jubei es alcanzado por una flecha. Y en Samurai Reincarnation, ocurre durante un duelo de práctica con su padre.
- Películas de Toei dirigidas por Kinji Fukasaku
- Samurai de Shogun (también conocido como La conspiración de Yagyu) (柳生 一族 の 陰謀) (1978)
- Reencarnación samurái (魔界 転 生) (1981)
- La conspiración de Yagyu (柳生 一族 の 陰謀) (1978–79) Serie de televisión de Kansai TV - 39 episodios
- Yagyu Abaretabi (柳生 あ ば れ 旅) TV Serie de TV Asahi
- Yagyu Abaretabi (柳生 あ ば れ 旅) (1980-81) Primera serie - 26 episodios
- Yagyu Jubei Abaretabi (柳生 十 兵衛 あ ば れ 旅) (1982-1983) Segunda temporada - 26 episodios
- Iemitsu, Hikoza e Isshin Tasuke (家 光 と 彦 左 と 一心 太 助 天下 の 一 大事 危 う し 江 戸 城!) (1989) - Película para televisión
- Sarutobi Sasuke y el ejército de las tinieblas (猿 飛 佐 助 闇 の 軍 団) Cinema Paradise
- Sarutobi Sasuke y el ejército de las tinieblas 3: Capítulo del viento (猿 飛 佐 助 闇 の 軍 団 ３ 風 の 巻) (2005)
- Sarutobi Sasuke y el ejército de la oscuridad 4: Capítulo de fuego (猿 飛 佐 助 闇 の 軍 団 ４ 火 の 巻 完結篇 (2005)
- Yūki Meguro, hijo de Jushiro Konoe, interpretó el papel de Yagyū Jūbē en 8 episodios de televisión:
- Yagyu Shinkage Ryu (柳生 新 陰 流) (1982) Serie de TV Tokio TV - 8 episodios
- Kinya Kitaōji interpretó el papel de Yagyū Jūbē en 2 películas de televisión a gran escala (es decir, miniserie):
- Fuun Yagyu Bugeicho (風雲 柳生武 芸 帳) (1985) TV Tokio
- Tokugawa Chronicles: Ambition of the Three Branches (徳 川 風雲 録 御 三家 の 野 望) (1987) TV Tokio
- Hiroki Matsukata, hijo de Jushiro Konoe, interpretó el papel de Yagyū Jūbē en 5 películas para televisión y 1 película:
- Yagyu Bugeicho (柳生武 芸 帳) Nippon TV Serie de películas para TV
- Yagyu Bugeicho (柳生武 芸 帳) (1990)
- Yagyu Bugeicho: Los 50 asesinatos de Jubei (柳生武 芸 帳 十 兵衛 五十 人 斬 り) (1990)
- Yagyu Bugeicho: ¡Gran conspiración en la capital! Jubei y la princesa desconcertante (柳生武 芸 帳 京 に 渦 巻 く 大 陰謀！ 十 兵衛 と 謎 の 姫 君) (1991)
- Yagyu Bugeicho: Los viajes violentos de Jubei (柳生武 芸 帳 十 兵衛 あ ば れ 旅) (1991)
- Yagyu Bugeicho: Los viajes violentos de Jubei, la conspiración de 620.000 Koku de Date (柳生武 芸 帳 十 兵衛 あ ば れ 旅 伊達 六十 二万 石 の 陰謀) (1992)
- Yagyu Jubei: El destino del mundo (柳生 十 兵衛 世 直 し 旅) (2015) Película de entretenimiento
- Hiroshi Katsuno interpretó el papel de Yagyū Jūbē en 44 episodios de televisión:
- El viaje secreto de Shogun Iemitsu (将軍 家 光 忍 び 旅) Serie de TV Asahi TV
- El viaje secreto de Shogun Iemitsu (将軍 家 光 忍 び 旅) (1990-1991) Serie 1 - 22 episodios
- El viaje secreto de Shogun Iemitsu II (軍 家 光 忍 び 旅 II) (1992-1993) Serie 2-22 episodios
- Hiroaki Murakami interpretó el papel de Yagyū Jūbē en 1 película de televisión a gran escala (es decir, miniserie) y 21 episodios de televisión:
- Tres generaciones de la espada Yagyu (徳 川 武 芸 帳 柳生 三代 の 剣) (1993) TV Tokyo
- Serie de televisión Legendary Swordfights of Yagyu Jubei (柳生 十 兵衛 七 番 勝負)
- Luchas de espadas legendarias de Yagyu Jubei (柳生 十 兵衛 七 番 勝負) (2005) Primera temporada - 6 episodios
- Luchas de espadas legendarias de Yagyu Jubei: La rebelión de Shimabara (柳生 十 兵衛 七 番 勝負 島 原 の 乱) (2006) Segunda temporada - 7 episodios
- Luchas de espadas legendarias de Yagyu Jubei: Los duelos finales (柳生 十 兵衛 七 番 勝負 最後 の 闘 い) (2007) Tercera temporada - 8 episodios

## Manga, Anime y Videojuegos
- El director / escritor Yoshiaki Kawajiri en su enormemente popular película animada Ninja Scroll, creó al personaje principal Jubei Kibagami como un homenaje a Yagyū Jūbē. Tiene la voz del actor de doblaje japonés Kōichi Yamadera.
- La película también tuvo una secuela, Ninja Scroll: The Series, que presenta a un personaje recurrente llamado Yagyu Renya, un maestro espadachín de un solo ojo del Clan Yagyū.
- Se puede encontrar una variación alternativa en el anime Shura no Toki. En esta versión, inicialmente se sabía que Jubei tenía un solo ojo, pero en realidad cubría el otro para desafiarse a sí mismo. Sin embargo, al quitarse el parche para batirse en duelo con el ficticio Mutsu Takato, Jubei pierde el ojo.
- Yagyū Kyūbei del manga Gin Tama toma su nombre de él y también usa un parche en el ojo.
- Jubei también apareció en el manga-anime Yaiba como uno de los aliados resucitados del héroe.
- Otro es Jubei-chan: The Ninja Girl, donde una chica moderna de secundaria se convierte en una heredera involuntaria de la escuela de esgrima Yagyu Jubei (haciendo posible referencia a la hija biológica de Jubei Yagyu padre).
- En Yagyuu Hijouken Samon de Ryu Keiichiro y Tabata Yoshiaki, se dice que Jubei perdió el ojo en una pelea con Yagyuu Samon, su hermano menor. Samon es asesinado por Jubei al final.
- La serie de videojuegos BlazBlue de Arc System Works presenta un personaje de gato antropomórfico llamado Jubei. Se dice que es uno de los guerreros más grandes del mundo, y se le representa con un protector de espada como parche en el ojo.
- El videojuego de SNK Samurai Shodown presenta a un maestro espadachín llamado Yagyu Jubei que usa un parche en el ojo.
- Jubei y sus hermanos Yagyū Munefuyu y Retsudō Gisen ocupan un lugar destacado en otra novela de Ryu Keiichiro, La espada de las cortesanas.
- Jubei es el héroe de la novela Makai Tensho de Futaro Yamada. La novela se ha adaptado a varias películas, manga, anime, un juego de PS2 e incluso un par de obras de teatro.
- Yagyu Jubei aparece en el juego de mesa Ninja All Stars de Sodapop Miniatures Yagyu Jubei tuvo un drama como estrella invitada en BoBoiBoy Galaxy.
- En la serie de videojuegos Senran Kagura, uno de los personajes es una chica llamada Yagyū que usa un parche en el ojo derecho.
- Yagyu Kyubei de la serie de manga y anime Gintama toma su nombre de Jūbē.
- El personaje principal del videojuego Onimusha 2 se llama "Jubei Yagyu", pero en realidad es el abuelo de Yagyū Mitsuyoshi, Yagyū Muneyoshi.
- En el videojuego Onimusha 4 Dawn of Dreams "Jubei Yagyu" aparece como una chica de 14 años siendo esta una referencia a la hija de Jubei Yagyu en la realidad.
- En el Anime Detective Conan en el capítulo 212 (Setas, osos y la liga juvenil de detectives Parte 1) se hace referencia al personaje de Yagyu Jubei.